# Apis mellifera sicula
La abeja de Sicilia (Apis mellifera sicula) es una subespecie de abeja doméstica. Su área de distribución natural es la provincia de Trapani (Isla de Sicilia, Italia).
Se trata de una subespecie de origen insular, al igual que Apis mellifera ruttneri que habita la Isla de Malta, Apis mellifera adamii que habita la Isla de Creta o Apis mellifera cypria que habita la Isla de Chipre.
La variación genética de las poblaciones de Italia continental Apis mellifera ligustica y de Apis mellifera sicula  fue investigada genéticamente, mediante marcas en el ADN mitocondrial . Apis mellifera ligustica tiene dos componentes europeos (M y C), mientras que Apis mellifera sicula tiene un miotipo genético africano (A). Se comprueba el origen híbrido de ambas subespecies. Se consideraba que solo la península ibérica era un refugio de las abejas (M) durante la última edad de hielo en el cuaternario. Hoy sabemos que Sicilia jugó un rol similar.